# St. Laurentius (Repperndorf)

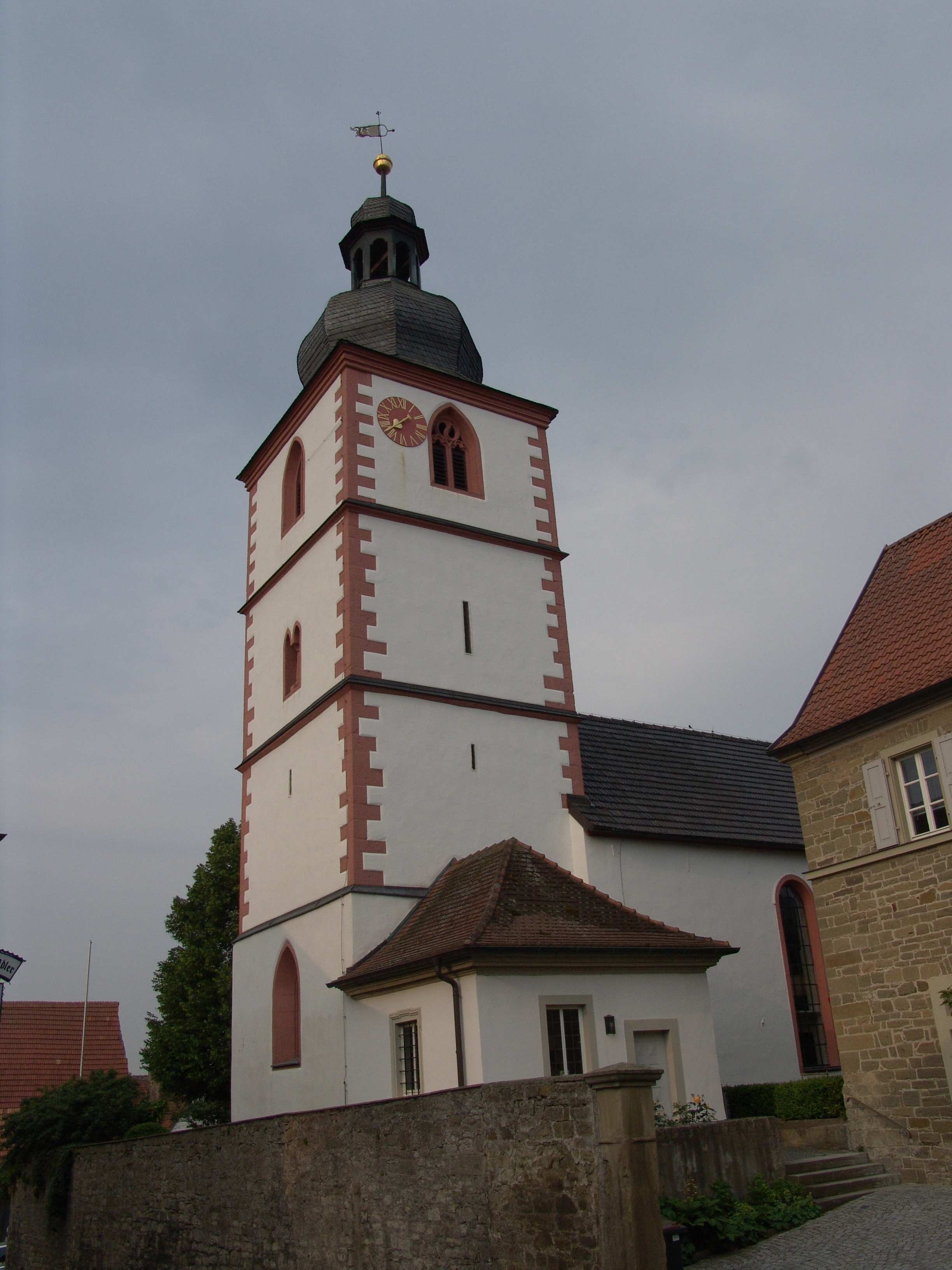
Die Kirche in Repperndorf

Die Pfarrkirche St. Laurentius im unterfränkischen Repperndorf ist das evangelisch-lutherische Gotteshaus des Kitzinger Ortsteils. Die Kirche steht an der Alten Reichsstraße im Ortskern und gehört zum Evangelisch-Lutherischen Dekanat Kitzingen. Heute besteht außerdem eine katholische Laurentiuskirche im Ort.

## Geschichte
Die Geschichte der Kirche ist eng mit der des Dorfes verbunden. Im 11. Jahrhundert wurde Repperndorf erstmals in den Quellen erwähnt. Damals war das Kitzinger Benediktinerinnenkloster der Grundherr. Die Nonnen förderten den Bau einer kleinen Kirche, der Turm des heutigen Gotteshauses geht auf das 13. Jahrhundert zurück. Spätestens im 14. bzw. 15. Jahrhundert wurde Repperndorf eine unabhängige Pfarrei. Im Jahr 1440 war sie dem Domkapitel Würzburg unterstellt, das auch den Pfarrer einsetzte.
Inzwischen waren die Markgrafen von Brandenburg-Ansbach Dorfherren geworden. Sie führten zwischen 1525 und 1530 die Reformation in ihrem Herrschaftsgebiet ein, auch Repperndorf wurde evangelisch. Dennoch wohnten weiterhin auch Katholiken im Ort. Erst zwischen 1606 und 1629 war Repperndorf ein rein protestantisches Dorf geworden. In dieser Zeit wurden der Turm und das Langhaus der Kirche erhöht und die Ausstattung der neuen Lehre angepasst.
Im Dreißigjährigen Krieg vertrieben die katholisch-kaiserlichen Truppen den evangelischen Pfarrer aus dem Dorf und setzten einen katholischen Geistlichen ein. Die Repperndorfer Protestanten wurden in dieser Zeit von der Magdalenenkirche in Buchbrunn seelsorgerisch betreut. Bis ins 19. Jahrhundert blieb die Laurentiuskirche mit ihrem Buchbrunner Pendant verbunden, der Pfarrer von Repperndorf predigte auch in Buchbrunn.
Nach dem Westfälischen Frieden wurde die Kirche wieder evangelisch. Allerdings wurde den Katholiken das Recht eingeräumt, das Gotteshaus ebenfalls zu benutzen, so war das Simultaneum entstanden. Die Katholiken bildeten eine Filialgemeinde des nahen Sulzfeld und wurden fortan vom dortigen Pfarrer betreut. Auch die Katholiken von Buchbrunn besuchten seit 1736 die evangelische Laurentiuskirche, was von der Gemeinde geduldet wurde.
Im Jahr 1854 bzw. 1857 endete die Zusammenarbeit zwischen den Buchbrunner und den Repperndorfer Protestanten. In dieser Zeit wurde auch die Auflösung des Simultaneums diskutiert, weil sich die Konfessionen gegenseitig benachteiligt sahen. Die Katholiken mussten zum Beispiel den Kirchenschlüssel bei ihren protestantischen Nachbarn holen. Zwischen 1842 und 1864 entbrannte außerdem ein Streit um das Kirchenvermögen, das bisher von beiden Konfessionen verwaltet worden war.
Im Jahr 1901 renovierten evangelische und katholische Gemeindemitglieder das Gotteshaus gemeinsam, doch bereits 1904 brach neuer Zwist aus. Nun forderten die katholischen Repperndorfer ein eigenes Gotteshaus. 1910 wurde das Simultaneum aufgelöst und eine eigene, katholische Laurentiuskirche entstand im Dorf. Ab 1982 wurden Buchbrunn und Repperndorf wieder gemeinsam von einem Pfarrer betreut.
Das Bayerische Landesamt für Denkmalpflege ordnet die Kirche als Baudenkmal ein.

## Architektur
Die Kirche ist ein geosteter Saalbau mit einem dreijochigen Langhaus und einem Chorturm im Osten. Der Turm ist viergeschossig, die Geschosse sind durch Gesimse äußerlich zu erkennen. Er schließt mit einer welschen Haube ab. Um 1600 erweiterte man das Langhaus, dabei entstand auch das profilierte Spitzbogenportal auf der Südseite des Gotteshauses. Die Grundmauern der Laurentiuskirche haben eine Dicke von 100 cm.

## Ausstattung

### Altar
Der Altar im Chor im Stil der Renaissance wurde im Jahr 1608 vom Künstler Hans Heunisch geschaffen und ist eine Stiftung des Schultheißen Georg Fick und seiner Frau Barbara Weicker. Er ähnelt einem anderen Altar von 1603 desselben Künstlers  in der Kreuzkirche in Wiesenbronn.
Der von einem gesprengten Giebel bekrönte Altar weist Säulendekorationen auf. Über den Seitenflächen erheben sich zwei angedeutete Voluten.  Zwei der vier Evangelisten als Assistenzfiguren befinden sich in den Seitenflächen, die beiden anderen flankieren den Altarauszug. Auf dem Aufsatz ist die Taufe Jesu dargestellt. Das Altarblatt darunter trägt eine Darstellung des Abendmahls mit der Signatur des Künstlers Hans Heunisch auf einem Kelch.
Das Abendmahlsbild trägt die Inschrift: „Er hat ein gedächtnüs gestifft seiner Wunder Der gnedige und barmhertzige HERR. Er gibt Speise denen so ihn förchten, Er dencket ewiglich an seinen bundt“ (Psalm 111). Unter dem Bild steht der Spruch: „Gottes des Vater güt und gnad meins lieben Herrn Christi woltat Des Heiligen Geistes kraft und muht Ist unser einigs Bests Erbgut.“
Im Jahr 1969 wurde unterhalb des Altarblattes ein weiteres, kleines Gemälde freigelegt. Es handelt sich um ein Konfessionsbild mit der Austeilung von Brot und Wein an die Gläubigen. Die Geschlechter sind getrennt und werden jeweils von einem Geistlichen betreut. Auf einem Altar im Mittelpunkt ist die  Kreuzigung Christi dargestellt. Links und rechts stehen vier Verse mit lutherischen Grundsätzen:
- „VERBVM AUDIMVS: Gottes Wort wir hörn, das zeigt an, was wir in diesm Abendmal han“.
- „MODVM NESCIMUS: Die form und weise wie das zugeht, kein mensch in dieser welt versteht.“
- „MOTVM SENTIMVS: Doch wird dadurch das hertz bewegt, und newe kraft darin erregt.“
- „PRAESENTIAM CREDIMVS: Der glaub weiß das zugegen ist, Der leib und Blut herrn iesu Christ.“[7]

Auf der Predella knien die beiden Stifter in einem ovalen Rahmen vor dem Gekreuzigten. Mehrere Inschriftentafeln rahmen die Predella ein, unter anderem mit: „Herrn Georg Fick (…) [der] selig Ao 1606 den 20. August Seines Alters im 59. und seines Ampt im 34. Jar [verstarb]“ und „[Der] Erbar und Tugentsam Fraue Barbara Weickerin“. Beide ließen das Altarbild zu Ehren Gottes aufrichten.

### Weitere Ausstattung
Innen hat die Kirche auf drei Seiten eine Empore. Am 16. Januar 1691 erhielt die Kirche eine neue Orgel, die 1811 repariert werden musste. Eine Kanzel kam im Jahr 1901/1902 hinzu. Ihr achtseitiger Korpus ist holzsichtig gearbeitet. Der Schalldeckel ist ebenfalls achtseitig; ein Gesims leitet zu einer runden Kuppel über, die mit einem Kreuz abschließt.